# Albuca glauca
Albuca glauca är en sparrisväxtart som beskrevs av John Gilbert Baker. Albuca glauca ingår i släktet Albuca och familjen sparrisväxter. Inga underarter finns listade i Catalogue of Life.